# Valérian
Valérian, agente espácio-temporal, é uma série de banda desenhada franco-belga de ficção científica criado por Pierre Christin, escritor, Jean-Claude Mézières, desenhador e Évelyne Tranlé, colorista. A sua primeira aparição, surge na edição 420 da revista Pilote a 9 de Novembro de 1967, sendo posteriormente publicada em álbum pela Dargaud a partir de 1970. Esta é uma das séries francesas mais antigas.
A série enfoca as aventuras do Valérian, um agente espaço-temporal, e sua colega, Laureline, enquanto viajam o universo pelo espaço e pelo tempo. Valérian é um herói clássico, bondoso, forte e corajoso que segue as ordens de seus superiores, mesmo que sinta, no fundo, que é a coisa errada a fazer. Por outro lado, sua parceira Laureline combina sua inteligência superior, determinação e independência com sex-appeal. Influenciado pela ficção científica clássica, a série mistura a space opera com viagens no tempo. Os textos de Christin são notáveis para seu humor, complexidade e ideias políticas liberais fortemente humanistas, a arte de Mézières é caracterizada por suas descrições vívidas dos mundos e das espécies extraterrestres encontrados por Valérian e Laureline em suas aventuras. A série é considerada um marco na banda desenhada europeia e da cultura pop, e influenciou outros meios de comunicação também: vestígios de seus conceitos, histórias e desenhos podem ser encontrados em filmes de ficção científica como Star Wars e The Fifth Element.
Em 2007, no quadragésimo aniversário da criação da série, com o lançamento de L'Ordre des Pierres, a série muda de nome para Valérian et Laureline. A partir dessa data, as reimpressões dos álbuns, passaram a ter esse título.
A série Valérian e Laureline é "tanto um clássico da nona arte como uma obra prima da ficção científica"  já vendeu mais de 2.500.000 cópias. Na tradição da ficção científica, acrescenta uma dimensão especial ao género space opera abrindo a porta para todas as séries atual de ficção científica, com um ambiente especial que incorpora alguns dos componentes básicos da fantasia heróica, apesar de o título fantasia não aparecer na série, abriu a porta a todas as actuais séries de ficção científica, antecipação e fantasia heróica, como disse Stan Barets na introdução do Intégrale No. 1, "a série Laureline e Valérian e é o arquétipo original a partir da qual todos os outros foram feitos".
Depois de vários testes de Mézières e Christin, Valérian e Laureline ganha uma série animada em 2007, uma produção franco-japonesa inspirada em animes. foi apresentada pela primeira vez em França a 7 de novembro de 2007, no Canal + Família, mantendo-se a continuação da série no canal France 3.
Uma adaptação cinematográfica dirigida por Luc Besson, Valérian et la Cité des mille planètes, foi lançada em 2017. No Brasil, recebeu o título de Valerian e a Cidade dos Mil Planetas e estreou em 10 de agosto de 2017.

## Histórico
No final dos anos 1960 , época da primeira publicação de Valerian, séries de banda desenhada de ficção científica ainda eram escassos. Entre os títulos haviam raras precursoras antes da Segunda Guerra Mundial:
- Estadunidenses: Buck Rogers, criada por Philip Francis Nowlan e Dick Calkins  (1929), Brick Bradford, criada por William Ritt e Clarence Gray (1933) e Flash Gordon, criada por Alex Raymond (1934).
- Francesas: Futuropolis de Martial Cendres e René Pellos (1937).

Depois da Segunda Guerra na França:
- Pionniers de l'Espérance de  Roger Lecureux e Raymond Poïvet (1945), Kaza le Martien de Kline (1946), Barbarella por Jean-Claude Forest (1962), Les Naufragés du temps por Jean-Claude Forest e Paul Gillon (1964) e Lone Sloane por Philippe Druillet (1966)

Durante a criação, em 1959, da revista Pilote, os seus editores tentaram cobrir todos os géneros de banda desenhada. A revista tem de fazer frente à concorrência principalmente a Le Journal de Mickey, Spirou, Le Journal de Tintin e Vaillant. Assim, com um índice bastante ecléctico, o número 1, lançado a 29 de Outubro de 1959, apresentava, entre outros Asterix o gaulês, As Aventures de Michel Tanguy, Barba Ruiva, O Escoçes Jacques Le Gall e Le Petit Nicolas, mais tarde Bob Morane (1962) e Bluberry (1963). Enquanto o editor René Goscinny, procurava novos criadores para a Pilote, Greg, editor da revista Tintin, mas também colaborador da revista Pilote, escreveu e publicou, em Janeiro de 1967 uma história de ficção científica, Luc Orient, desenhada por Eddy Paape.
Valérian apareceu pela primeira vez em 9 de Novembro de 1967 na edição 420 da revista Pilote, os primeiros doze arcos foram publicados na revista.
Após a sua primeira colaborações na revista Jean-Claude Mézières e Pierre Christin buscavam um género para publicar na revista, Mezieres foi atraído pelo western, tendo ele próprio vivido como cowboy no Estados Unidos, contudo, o género género já estava representado em séries como Blueberry de Moebius, Lucky Luke de René Goscinny e Morris e Jerry Spring de Jijé. Depois de pensarem uma história medieval, ou uma história no século XIX na linha de Arsène Lupin ou Sherlock Holmes,  concordaram no gênero ficção científica, sendo ambos leitores de revistas como Fiction e Galaxy Science Fiction.
Christin cita os autores John Wyndham, A. E. van Vogt, Isaac Asimov, Poul Anderson, Jack Vance, Dan Simmons, Ray Bradbury, René Barjavel e Theodore Sturgeon. Mezieres é um menor leitor regular do gênero, mas ele leu todos os clássicos, como Isaac Asimov, A. E. van Vogt, Philip K. Dick ou Jack Vance. O nome Valérian veio de  Valéran, prince des ténèbres, herói do livro de Nathalie Henneberg, o último publicado na coleção Le Rayon Fantastique.
O primeiro arco a ser reunido em um álbum pela Dargaud foi La Cité des Eaux Mouvantes, o décimo-terceiro arco, Sur les frontières foi publicado diretamente no formato álbum. Sete histórias curtas foram publicados entre 1969 e 1970 na revista Super Pilote, uma revista em formatinho, essas histórias foram reunidas em um álbum chamado Par Les Chemins De l’Espace, publicado em 1997.
Quando Les Mauvais Rêves foi eventualmente publicado como um álbum, recebeu o número "0" para refletir sua posição como a aventura de estreia na série.
A série foi originalmente publicada sob o título Valérian, agent spatio-temporel, no entanto, com a publicação do álbum L'Ordre des Pierres em 2007, a série passou a se chamar Valérian et Laureline.
Em outubro de 2009, foi publicado o romance ilustrado Valérian et Laureline : Lininil a disparu, escrito por Christin e ilustrador por Mézières. O romance foi reeditado pela Fleurus em junho de 2017 com o título Valérian et Laureline : Paradizac, la ville cachée.
Em 22 de Janeiro de 2010, foi publicado o último álbum, L'OuvreTemps.
Depois de terminar a série, os criadores permitiram que os outros autores produzissem histórias, contudo, essas não deveriam ser continuações da série, mas sim releituras, chamada de Valérian Vu Par, o primeiro volume foi  L'Armure du Jakolass de Manu Larcernet, publicado em 2011, o segundo volume ilustrado por  Mathieu Lauffray e roteirizado por Wilfrid Lupano, foi publicado em setembro de 2017. O terceiro álbum, Là où naissent les histoires, escrito por Pierre Christin e desenhado por Virginie Augustin, foi publicado em setembro de 2022 pela Dargaud.

## Autores

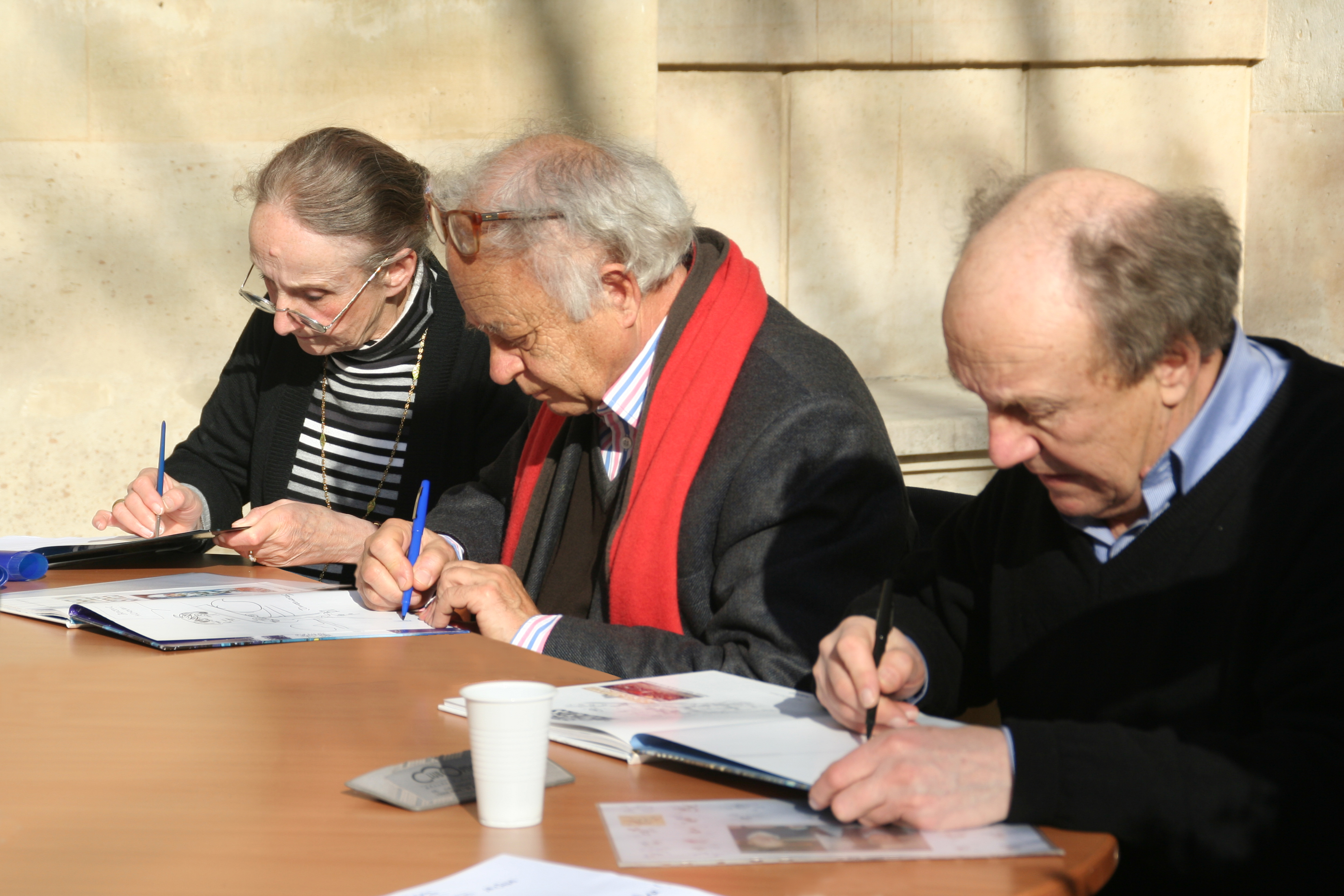
Criadores de Valérian: Eveline Tranlé (colorista), Pierre Christin (roteirista), Jean-Claude Mézières (ilustrador)

Esta série nasceu através da colaboração de dois amigos e com a ajuda da irmã de um deles.
- Jean-Claude Mézières

Desenhador e ilustrador, criou para a revista Pilote, com Pierre Christin, a série Valerian e Laureline.
- Pierre Christin

Argumentista, amigo de infância de Jean-Claude Mézières. Jean-Claude Mézières e Pierre Christin moravam na mesma rua em Saint-Mandé e tiveram a oportunidade de se conhecer na infância, na cave em que ficavam alojados durante os alertas de raides aéreos (1943/44) durante a II Guerra Mundial. Algum tempo depois, Christin enviou cartas de amor com belos desenhos à irmã de Mézières, Evelyn, que se tornou a colorista da série. Já eram adolescentes quando ambos se reencontraram quando estudavam em Paris, Mézières e Jean Giraud em Artes Aplicadas e Christin na Faculdade de Letras. Mudaram-se, então, para os EUA, onde começou a sua colaboração nos anos 1965/66 para nunca mais parar. Criou com Mézières a série Valérian e Laureline para a Pilote. E trabalha assiduamente com Enki Bilal, Annie Goetzinger, André Juillard e Jacques Tardi. Também é professor honorário e romancista
- Évelyne Tranlé

Colorista, é a irmã de Jean-Claude Mézières e é quem define a cor nas aventuras de Valérian e Laureline. No entanto o seu trabalho, só é creditado a partir do álbum O Império dos mil planetas. Évelyne Tranlé é também a colorista de outros grandes nomes da banda desenhada como Cabu, Fred, Jean Giraud, Gérard Lauzier e Albert Uderzo.

#### Histórias curtas
Sete histórias curtas também foram publicadas na revista trimestral Super Pocket Pilote em formatinho (13 por 19 cm) entre 1969 e 1970 e posteriormente publicada no álbum Par Les Chemins De l'Espace (1997):
| Título                    | Edição da Super Pocket Pilote |
| ------------------------- | ----------------------------- |
| Le Grand Collectionneur   | 3 (3 de abril de 1969)        |
| Les Engrenages d'Uxgloa   | 4 (12 de junho de 1969)       |
| Tsirillitis l'asteroide   | 5 (23 de outubro de 1969)     |
| La Planete triste         | 6 (25 de dezembro de 1969)    |
| Drôles de spécimens       | 7 (19 de março de 1970)       |
| Le Fflumgluff de l'amitié | 8 (25 de junho de 1970)       |
| Triomphe de la technique  | 9 (29 de outubro de 1970)     |

#### Valérian vu par
| Título                       | Autores                                                | Ano  |
| ---------------------------- | ------------------------------------------------------ | ---- |
| L'armure du Jakolass         | Manu Larcenet                                          | 2011 |
| Shingouzlooz Inc             | Wilfrid Lupano (guião) e Mathieu Lauffray (desenhos)   | 2017 |
| Là où naissent les histoires | Pierre Christin (guião) e Virginie Augustin (desenhos) | 2022 |

### Editados em Portugal
Meribérica/Liber
Colecção "Válerian agente espácio-temporal".
- Maus Sonhos [1990] Primeira aparição de Valérian em 1967, publicada na primeira série da revista Selecções da BD (Nºs 26 a 28). Inédito em álbum
- 1980  A Cidade das Águas Movediças ISBN 972-45-0-166-3 (La Cité des eaux mouvantes, 1970)
- 1980 Benvindo a Alflolol  (Bienvenue sur Alflolol, 1972)
- 1981 O País sem estrelas ISBN 972-45-0572-3 (Le Pays sans étoiles, 1972)
- 1981 Os Pássaros do Senhor  (Les Oiseaux du maître, 1973)
- 1982 Nas Terras Programadas (Sur les terres truquées, 1977)
- 1983 Os Heróis do Equinócio ISBN 972-45-0417-4 (Les Héros de l'Equinoxe, 1978)
- 1983 Metro Chatelet, Direcção Cassiopeia (Métro Châtelet Direction Cassiopée, 1980)
- 1983 Pelos Caminhos do Espaço  (Par les Chemins de l'Espace, 1979)
- 1984 Estação Brooklyn, Terminal Cosmos (Brooklyn Station Terminus Cosmos, 1981)
- 1986 Os Fantasmas de Inverloch (Les spectres d'Inverloch, 1984)
- 1986 As Iras de Hypsis (Les foudres d'Hypsis, 1985)
- 1989 Sobre as Fronteiras (Sur les frontières, 1988)
- 1990 O Império dos Mil Planetas (L'Empire des mille planètes, 1971)
- 1991 Armas Vivas ISBN 972-45-0094-2 (Les armes vivantes, 1990)
- 1992 Os Habitantes do Céu  (Les Habitants du Ciel, 1991)
- 1993 O Embaixador das Sombras  (L'Ambassadeur des Ombres, 1975)
- 1995 Os Círculos do Poder ISBN 972-45-1180-4 (Les cercles du pouvoir, 1994)
- 1997 Reféns do Ultralum ISBN 972-45-1261-4 (Les otages de l'Ultralum, 1996)
- 1999 O Órfão dos Astros ISBN 972-45-1428-5 (L'orphelin des astres, 1998)
- 2001 Por Tempos Incertos ISBN 972-45-1688-1 (Par des temps incertains, 2001)

Fora de Colecção
- Pelos Caminhos do Espaço (1984) Colecção 16x22 #12)

Asa
- 2007 A Ordem das Pedras ISBN 978-972-41-5205-9 (L'ordre des pierres, 2007)
- 2011 Nas Imediações do Grande Nada + "#21 O Abre Tempo Edição especial em Album Duplo - Coleção Os Incontornáveis Da Banda Desenhada - em distribuição conjunta com o Jornal Diário Público

Asa/Público
Lançada em 2017 por conta do lançamento do filme Valerian e a Cidade dos Mil Planetas.
- Sonhos Maus / A Cidade das Águas Movediças
- O Império dos Mil Planetas / O País sem Estrela
- Bem-Vindos a Alflolol / Os Pássaros do Mestre
- O Embaixador das Sombras / Em Terras Fictícias
- Os Heróis do Equinócio / Metro de Châtelet – Direcção Cassiopeia
- Estação de Brooklyn – Terminal do Cosmos / Os Espectros de Inverloch
- A Ira de Hypsis / A Grande Fronteira
- As Armas Vivas / Os Círculos do Poder
- Reféns do Ultralum / O Órfão dos Astros
- Tempos Incertos / Nas Imediações do Grande Nada
- A Ordem das Pedras / O AbreTempo
- Recordações de Futuros (álbum single)

Livro Ilustrado
Os Habitantes do Céu - Atlas Cósmico de Valérian e Laureline (1992)

### Editados no Brasil
- Valerian  Integral (SESI-SP Editora)
  - Volume 1 (maio de 2017)      (ISBN 978-8550402796)
  - Volume 2 (agosto de 2017)    (ISBN 978-8550404134)
  - Volume 3 (fevereiro de 2018) (ISBN 978-8550406688)
  - Volume 4                      (ISBN 978-8550408576)
  - Volume 5 (janeiro de 2019)    (ISBN 978-8550411071)

Prosa
- Romantização do filme Valerian e a Cidade dos Mil Planetas - Christie Golden (HarperCollins Brasil)[28] (ISBN 978-85-9508-134-5)

### Edições em inglês
O primeiro álbum de Valérian a ser traduzido publicado nos Estados Unidos foi o L'Ambassadeur des Ombres, que foi publicado em quatro números da revista Heavy Metal (vol. 4, Número 10 a vol. 5, Número 1) de janeiro a abril de 1981.
L'Ambassadeur des Ombres foi posteriormente republicado em formato de álbum com Le Pays sans étoile, Bienvenue sur Alflolol e Les Héros de l’équinoxe pelo Dargaud-USA e Dargaud-Canada entre 1981 e 1984 e no Reino Unido por Hodder-Dargaud entre 1984 e 1985.
Em 1989, anunciou-se que a NBM Publishing iria reeditar os quatro álbuns em inglês publicados pela Dargaud-USA e também lançar uma tradução do L'Empire des Mille Planètes, algo que não aconteceu.
Les Héros de l’équinoxe  foi republicado em julho de 1996 em preto e branco pela Fantasy Flight Publishing (um ramo da Fantasy Flight Games) em duas edições como no formato americano como parte de uma tentativa mal sucedida de traduzir e imprimir várias séries de bandas desenhadas europeias Incluindo Spirou et Fantasio e Lucky Luke.
Em novembro de 2004, o iBooks publicou Valérian: The New Future Trilogy, contendo os álbuns Sur les Frontières, Les Armes Vivantes e Les Cercles du Pouvoir em um único volume reduzido ao tamanho padrão do romance gráfico estadunidense. Estas foram as únicas histórias de Valérian publicadas pela iBooks, empresa que declarou falência.
Desde julho de 2010, a editora britânica Cinebook vem publicando edições de língua inglesa de Valérian. Estes começaram com a publicação de um volume a cada seis meses. No entanto, à medida que se aproximava o lançamento cinematográfico do filme de Luc Besson, o tempo foi reduzido para um a cada três meses. Quatorze volumes foram publicados até o final de 2016.

## Adaptações
Televisão
Entre 2007 e 2008, foi produzida a série de animação franco-japonesa Valérian et Laureline. A série possui 40 episódios com cerca de 25 minutos cada.
Cinema
Fã de Valerian desde a sua juventude, Luc Besson contratou Jean-Claude Mézières como designer em O Quinto Elemento, durante anos, o cineasta demostrou interesse na adaptação da série nos cinemas. Em junho de 2012, EuropaCorp anunciou que o projeto estava em andamento e que Luc Besson havia escrito um guiao. A produção é lançada em maio de 2015, Besson anunciou que Dane DeHaan e Cara Delevingne seriam os protagonistas.
Em agosto de 2017, foi lançado o filme Valérian et la Cité des mille planètes, escrito, dirigido e produzido por Luc Besson.